# Tommy Bowe
Pour les articles homonymes, voir Bowe.

a Compétitions nationales et continentales officielles uniquement.

b Matchs officiels uniquement.
Dernière mise à jour le 31 mai 2018.
Tommy John Bowe, né le 22 février 1984 dans le comté de Monaghan en Irlande, est un joueur international irlandais de rugby à XV qui évolue au poste d'ailier. Bien qu'il soit moins rapide que la plupart des ailiers internationaux, il reste un excellent finisseur et jouit d'une grande popularité dans le monde du rugby.

## Carrière

### En équipe nationale
Il a honoré sa première cape internationale en équipe d'Irlande le 20 novembre 2004 contre l'équipe des États-Unis. Le 25 mars 2010, il est désigné meilleur joueur du Tournoi des six nations 2010.
Le 19 mars 2011, il remporte avec l'équipe d'Irlande la dernière rencontre du tournoi des six nations 2011 face à l'Angleterre. Ce succès permet aux Irlandais de finir 3e du tournoi.

## Palmarès

### En club

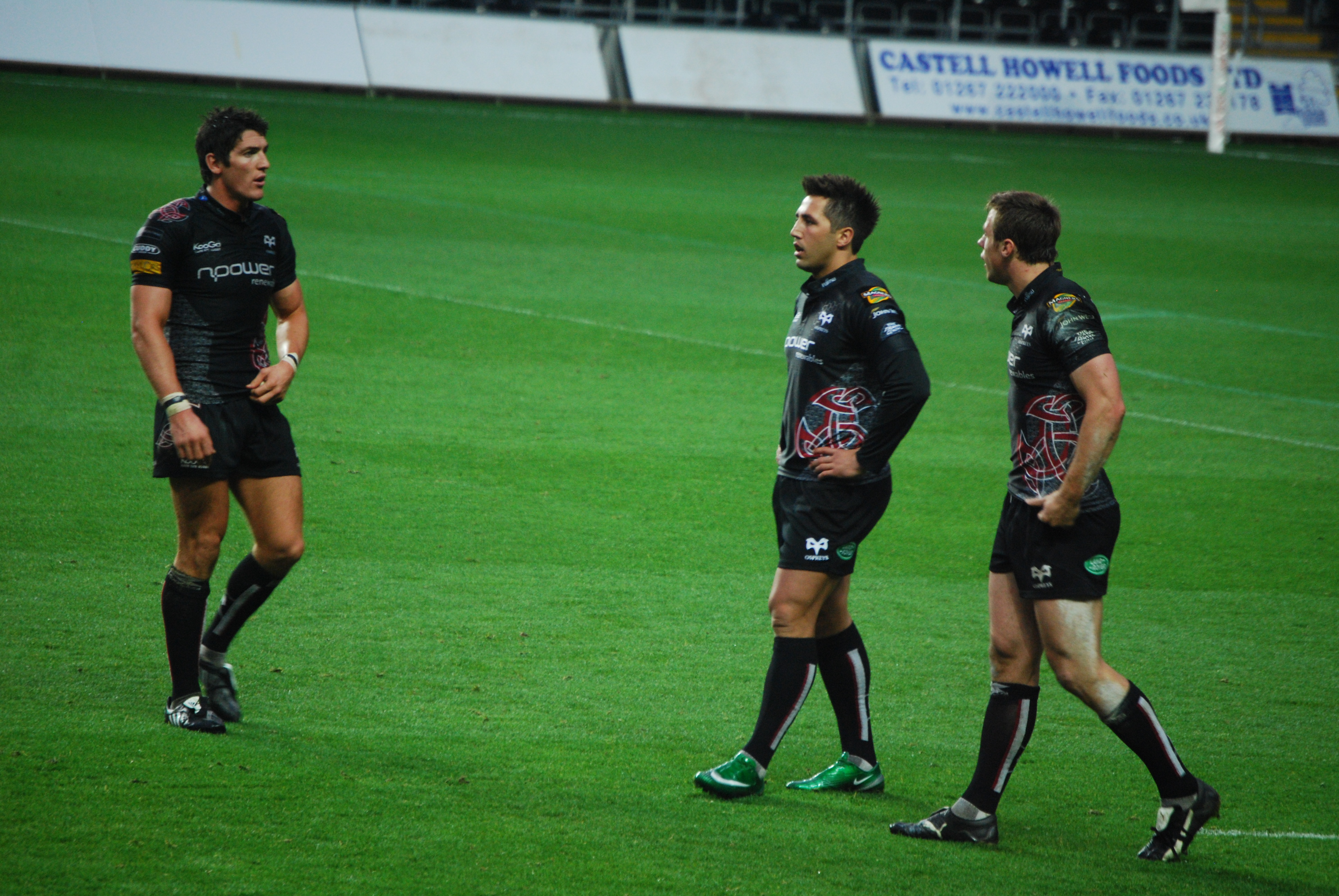
Tommy Bowe avec James Hook et Gavin Henson avec les Ospreys.

- Vainqueur de la/du Celtic League/Pro12 en 2006 avec l'Ulster, en 2010 et 2012 avec les Ospreys.

### En équipe nationale
Tommy Bowe compte 69 sélections avec l'Irlande, toutes en tant que titulaire, depuis sa première sélection le 20 novembre 2004 face à l'équipe des États-Unis.  Il inscrit 150 points, 30 essais.
Il participe à huit éditions du Tournoi des Six Nations, en 2006, 2008, 2009, 2010, 2011, 2012, 2015, 2017. Il dispute 30 rencontres, et inscrit 70 points. Il participe à deux éditions de la Coupe du monde, en 2011, face aux États-Unis, l'Australie, l'Italie et le pays de Galles, inscrivant dix points, deux essais, et en 2015 où il dispute quatre rencontres, face à la Roumanie, l'Italie, la France et l'Argentine.
Il compte également cinq sélections avec les Lions, trois en 2009 et deux en 2013.